# Ferdiad

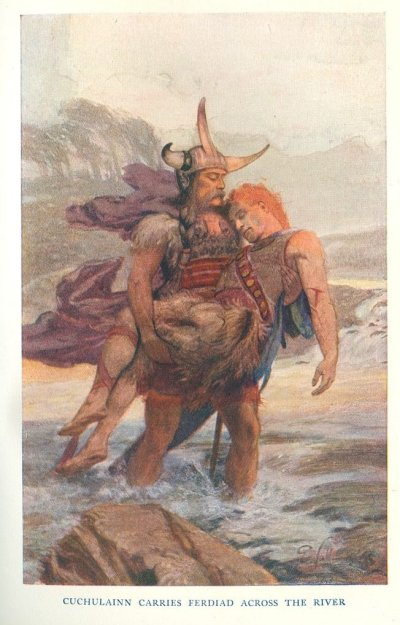
Cuchulainn porte Ferdiad à travers la rivière, Ernest Wallcousins, 1905

Ferdiad, dans la mythologie celtique irlandaise, est un héros, compagnon de Cúchulainn. Son nom complet est « Ferdiad mac Damain mac Dare », c’est-à-dire « fils de Damain, fils de Dare », avec pour sens : fils de la fumée, il est apparenté aux Fir Bolg (occupants de l’Irlande avant le débarquement des Tuatha Dé Danann).

## Mythologie
Il accompagne son ami lors de son initiation guerrière en Écosse, chez la magicienne Scáthach. Ils reçoivent exactement la même instruction à l’exception du maniement du gae bolga, arme réservée à Cuchulainn. Dans le récit épique de la Táin Bó Cúailnge (Razzia des vaches de Cooley), il est du côté de la reine Medb, lors de l’invasion de l’Ulster. Dans un premier temps, il refuse d’affronter Cúchulainn, qui est seul à défendre le royaume attaqué, mais la reine parvient à le convaincre en le menaçant d’une satire druidique, puis en l’enivrant et en lui promettant la main de sa fille Findabair. Le combat singulier dure trois jours pendant lesquels les deux héros ne parviennent pas à se départager. Finalement, Cúchulainn tue Ferdiad d’un coup de gae bolga. Sa peau étant faite de corne, seul ce coup pouvait l’abattre. Le héros d’Ulster entame alors un long poème dans lequel il pleure la mort de son ami. 
Nota : on le rencontre aussi sous les graphies de Fer Diad, Ferdia ou encore Ferdeah.

## Textes mythologiques
- La Razzia des vaches de Cooley, récit celtique irlandais traduit de l'irlandais, présenté et annoté par Christian-J. Guyonvarc'h, Gallimard, « coll. L'Aube des Peuples », Paris, 1994,  (ISBN 2-07-073898-1)
- La Rafle des vaches de Cooley,  récit celtique irlandais traduit de l'irlandais, présenté et annoté par Alain Deniel, L’Harmattan, Paris, 1997,  (ISBN 2-7384-5250-7)